# Astragalus registanicus
Astragalus registanicus är en ärtväxtart som beskrevs av Karl Heinz Rechinger. Astragalus registanicus ingår i släktet vedlar, och familjen ärtväxter. Inga underarter finns listade i Catalogue of Life.